# Yan Bingtao
Yan Bingtao (Zibo, Shandong, 16 februari 2000) (bijnaam The Chinese Tiger) is een Chinees professioneel snookerspeler. Hij was de jongste speler ooit die een rankingtitel behaalde (de Riga Masters 2019). Ook al op zeventienjarige leeftijd bereikte hij de finale van een rankingtoernooi (het Northern Ireland Open 2017). Tevens kwam Yan tot de finale van het Players Championship 2020, waarin hij met 4-10 verloor van Judd Trump.
Bingtao won zijn eerste Triple Crown Event al in 2021. Hij versloeg in de finale van de Masters viervoudig wereldkampioen John Higgins met 10-8, nadat hij naast Stephen Maguire ook ex-wereldkampioenen Neil Robertson en Stuart Bingham opzij had gezet.
Op 12 december 2022 werd Bingtao door de de mondiale snookerbond WPBSA voor onbepaalde tijd geschorst vanwege vermoedens van matchfixing. Nadat hij schuld had bekend, werd zijn schorsing in juni 2023 vastgesteld op vijf jaar; tot en met 11 december 2027.

## Belangrijkste resultaten

### Rankingtitels
| #  | Seizoen     | Toernooi     | Verliezend finalist | Score |
| -- | ----------- | ------------ | ------------------- | ----- |
| 1. | 2019 / 2020 | Riga Masters | Mark Joyce          | 5-2   |

### Niet-rankingtitels
| #  | Seizoen     | Toernooi | Verliezend finalist | Score |
| -- | ----------- | -------- | ------------------- | ----- |
| 1. | 2020 / 2021 | Masters  | John Higgins        | 10-8  |

### Wereldkampioenschap
Hoofdtoernooi (laatste 32 of beter):
| #  | Seizoen     | Editie  | Prestatie   | Extra                               |
| -- | ----------- | ------- | ----------- | ----------------------------------- |
| 1. | 2016 / 2017 | WK 2017 | Laatste 32  | Verloor met 10-8 van Shaun Murphy   |
| 2. | 2019 / 2020 | WK 2020 | Laatste 16  | Verloor met 13-11 van Judd Trump    |
| 3. | 2020 / 2021 | WK 2021 | Laatste 16  | Verloor met 13-7 van Shaun Murphy   |
| 4. | 2021 / 2022 | WK 2022 | Kwartfinale | Verloor met 13-11 van Mark Williams |